# Симфония (Корнгольд)
Симфония фа-диез мажор, опус 40 — единственная симфония австрийского композитора Эриха Вольфганга Корнгольда, завершённая в 1952 году и посвящённая памяти американского президента Франклина Рузвельта (хотя изначально композитор планировал посвятить произведение дирижёру Бруно Вальтеру).

## История
Премьера сочинения на австрийском радио 17 октября 1954 года в исполнении Венского симфонического оркестра под управлением Гарольда Бирнса не увенчалась успехом ― отчасти из-за того, что симфония была плохо отрепетирована. Корнгольд, понимая, что на репетиции уходит мало времени, пытался предотвратить трансляцию пьесы. В 1952 году он отозвался в письме об этой работе: «Я верю: моя новая симфония продемонстрирует миру, что атональность и уродливые диссонансы — за счёт их формы и выразительности — в конечном итоге приведут к катастрофе музыкального искусства». 
Несмотря на это, симфония получила множество положительных отзывов. Например, Бруно Вальтер назвал композицию лучшей современной симфонией, которую он когда-либо слышал. В 1959 году дирижёр Димитрис Митропулос заявил: «Всю свою жизнь я искал идеальное современное произведение, и наконец-то я его нашёл. Я исполню его в следующем сезоне». Этого так и не случилось: Митропулос умер в 1960 году. Второе исполнение симфонии состоялось 27 ноября 1972 года в Мюнхене под управлением Рудольфа Кемпе; тогда сочинение привлекло к себе большее внимание публики.
Партитура произведения была опубликована издательством Schott Musik.

## Музыка
Работа длится примерно 50 минут и состоит из следующих частей:
1. Moderato, ma energico
2. Scherzo. Allegro molto – Trio. Molto meno (tranquillo)
3. Adagio. Lento.
4. Finale. Allegro.

«Предшественницей» произведения можно считать Симфониетту си мажор (опус 5), написанную в 1912–13 годах. В симфонии используется тема из фильма 1939 года «Частная жизнь Елизаветы и Эссекса».

### Исполнительский состав
Композиция написана для оркестра, состоящего из 3 флейт, 2 гобоев, 2 кларнетов, бас-кларнета, 2 фаготов, контрафагота, 4 валторн, 3 труб, 4 тромбонов, тубы, литавр, ударных (бас-барабан, тарелки, гонг, колокольчики, маримба, ксилофон), арфы, фортепиано (+ челеста) и струнных.